# Arturo Tolentino
Arturo "Ka Turing" Modesto Tolentino (19 de setembro de 1910 - 2 de agosto de 2004) foi um político e diplomata filipino que serviu como presidente do Senado e secretário de Relações Exteriores. Ele concorreu como companheiro de chapa à vice-presidência de Ferdinand Marcos nas eleições antecipadas de 1986 nas Filipinas. É considerado o maior especialista em Direito Civil, pois participou da criação do Código Civil das Filipinas quando era um jovem e estimado congressista, de junho de 1949 a agosto de 1950. Além disso, ele foi o autor da Anti-Graft and Corrupt Practices Act em 1960. Seu livro ou volumes de seus comentários tornaram-se leitura padrão para advogados.
Ele também é considerado como um dos filipinos que são publicistas altamente qualificados em Direito Internacional, recebendo o título de pai das Filipinas, bem como da "doutrina arquipelágica" internacional por inserir as disposições na Convenção das Nações Unidas sobre o Direito do Mar de 1982  ou UNCLOS, particularmente a regra sobre zonas econômicas exclusivas de 200 milhas náuticas para arquipélagos representados nas Nações Unidas.